# WorldCode
株式会社WorldCode（ワールドコード）は、日本の舞台制作会社、芸能事務所。

## 概説
- 芸能プロダクション、舞台・テレビ・イベント・LIVE等の制作会社
- ドラマ・映画・舞台（2.5次元含む）・ラジオ・配信・モデルなど幅広くキャスティングする。
- 2018年11月1日、俳優・アーティストの良知真次（ジャニーズ事務所・劇団四季・東宝芸能出身）によって設立。代表取締役に就任。
- 2021年5月より、事業を拡大。現在、三つの部署により構成される。（プロダクション部・エンターテインメント事業部・ステージ事業部）

## 歴史

### 舞台制作
- 風男塾ミュージカル『Believe～遙かなるプロキオン～』主催：World Code、ケイダッシュステージ[1]
- ワーキング・ステージ「ビジネスライクプレイ」主催： World Code、アミューズキャピタルインベストメント[2]
- ロックミュージカル『MARS RED』主催：ロックミュージカル『MARS RED』製作委員会[3]
- 朗読劇「手紙」企画・制作：World Code／主催・製作：サンライズプロモーション東京[4]
- 舞台「無人島に生きる十六人」企画・製作：World Code[5]

### プロデュース
- 日中映画祭実行委員[6]
- 代々木アニメーション学院[7]
- エンタメ横丁（〒170-0013 東京都豊島区東池袋1-5-7 ７階 ヤマダデンキLABI1 LIFE SELECT 池袋）[8]

## 所属タレント
Actor-俳優-
- 安藤大空
- 寺島レオン
- 柳瀬大輔

Actress-女優-
- 大塚杏奈
- 黒宮しいか
- 鈴木優愛
- 水野遥香
- 吉川彩

Choreographer-振付師-
- Fuko

Creative/Produce/Actor-クリエイティブ・プロデュース・俳優-
- 良知真次

## 主要取引先
- アミューズ
- アミューズキャピタルインベストメント
- ケイダッシュステージ
- 劇団ひまわり
- 株式会社サンライズプロモーション東京
- 大一商会
- 東映株式会社
- 東宝芸能
- ニジゲンノモリ
- 株式会社ニッポン放送
- ネルケプランニング
- 博品館
- パソナグループ
- マーベラス
- 代々木アニメーション学院
- ローソンエンタテインメント
- ロングランプランニング株式会社
- ワタナベエンターテインメント
- 日中映画祭実行委員会

## 取引先金融機関
- 三菱UFJ銀行
- みずほ銀行
- 西京信用金庫
- さわやか信用金庫